# Église de l'Ascension (Iaroslavl)
Pour les articles homonymes, voir Église de l'Ascension.
L'église de l'Ascension de Iaroslavl (en russe : Церковь Вознесения Господня) est un édifice religieux caractéristique de l'école de Iaroslav avec ses cinq piliers, ses cinq coupoles et sa galerie fermée. Elle est construite dans les années 1677 à 1682 aux frais et à l'initiative des paroissiens. Elle se situe sur une rue importante de la ville de Iaroslavl, la rue de la Liberté (улица Свободы /Oulitsa Svabody) à quelques pas de la place Trouda (place du Travail). L'ensemble des édifices comprend également une église chauffée appelée église de la Chandeleur (en russe : Сретенская церковь, Sretenskaïa tserkov) (la Chandeleur correspond à la Présentation de Jésus au Temple) qui date de 1689-1691. Cette dernière est un édifice unique à Iaroslavl, le seul construit dans le style du baroque élisabethain. L'ensemble des deux églises est désigné également comme la "paroisse Ascension-Chandeleur" (en russe : Вознесенско-Сретенский приход , Voznesensko-Sretenski prikhod)

## Légende sur les origines
Il existe une légende sur la construction de l'église en bois de l'Ascension au XVIIe siècle. Selon celle-ci, sous le règne d'Ivan le Terrible, la ville s'enrichit grâce au commerce avec l'occident qui se réalisait par l'intermédiaire des marchands anglais et hollandais. Ceux-ci, librement et en bonne entente avec les Russes, construisent de nombreux hangars à marchandises pour développer leurs affaires. Ils adressent alors à l'archevêque de Rostov Veliki une demande en vue de pouvoir construire à Iaroslavl une église luthérienne. Celle-ci leur est accordée, à condition de la construire à l'extérieur de la ville, dans le quartier des faubourgs appelé Kondakov, sur la route vers Ouglitch. La réalisation de ce projet indigna un riche commerçant grec du nom de Vasili, qui, avec la bénédiction de l'évêque Euphème, fit construire en toute hâte une église en bois, du nom de l'Ascension de Notre-Seigneur en 1584. Plus tard lui fut adjointe l'église voisine de la Chandeleur (Sretenskaia).

## Édification

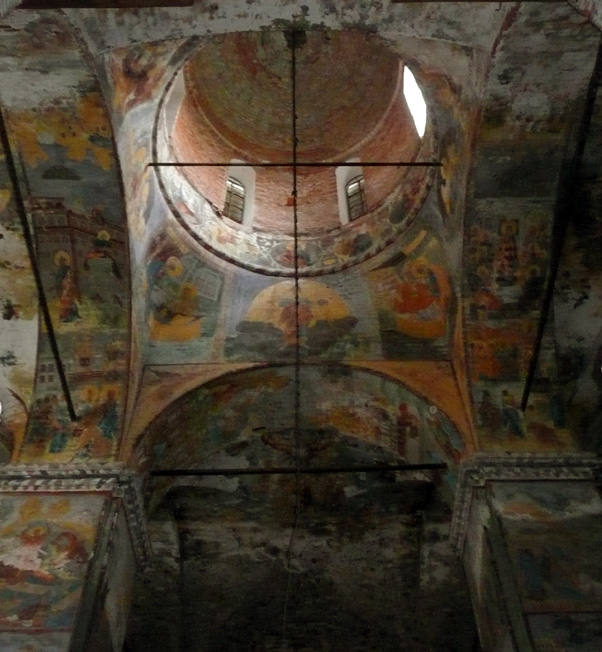
Traces de fresques murales primitives
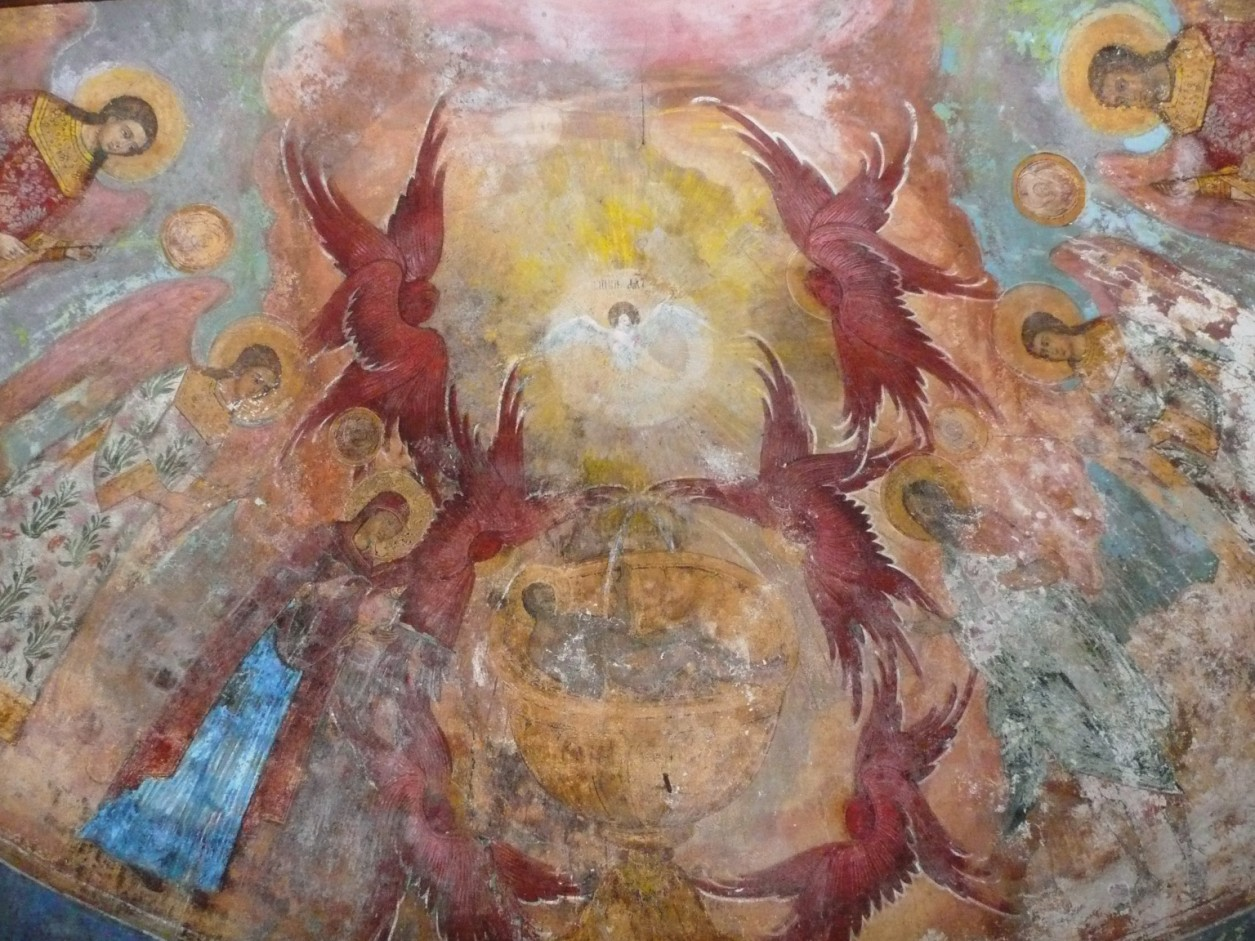
Peintures sur la voûte
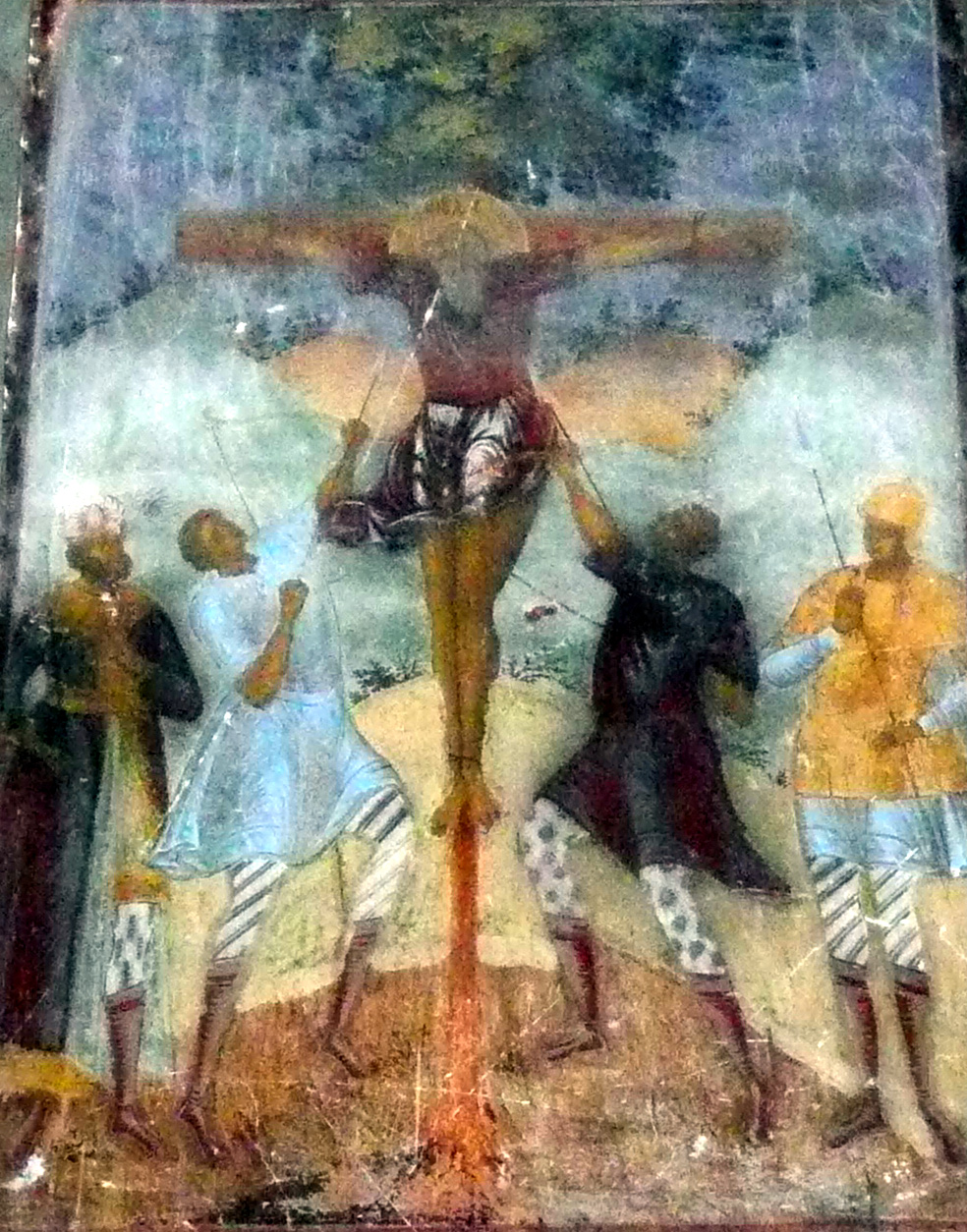
Crucifixion d'un apôtre

- 1667 (26 août) — Les deux églises, non-chauffée (Ascension) et chauffée (Chandeleur) sont détruites pas un incendie.
- 1668 (3 septembre) — Le métropolite de Rostov Veliki, Jonas Sysoevitch, en réponse à la demande du prêtre, bénit la nouvelle église.
- 1677 (16 décembre) — Piotr, le prêtre de la paroisse, demande au métropolite Jonas Sysoevitch de construire une église en pierre à la place de celle en bois.
- 1682 (mai) — La nouvelle église est consacrée et bénie. Ses proportions obtiennent un tel succès auprès des habitants de Iaroslavl qu'ils décident d'en construire une autre aux mêmes mesures à un autre emplacement : l'église Saint-Théodore de Iaroslavl, qui au XXe siècle devint la cathédrale de l'éparchie de Iaroslavl et Rostov.
- 1706 — Le métropolite Dimitri Rostovski donne sa bénédiction à une chapelle construite dans les absides, en l'honneur des saints du monastère Solovetski.
- 1736 — L'artel d'Alexeï Sopliakov réalise les fresques sur les murs intérieurs de l'église, aux frais des paroissiens (A. M Zatrapeznov et I. F. Gourev).
- 1810 — Pour pouvoir tenir des offices liturgiques plus tôt dans les saisons d'hiver une chapelle est créée, dédiée à Notre-Dame-des-Affligés.

L'église chauffée de la Chandeleur a été construite en pierre à la demande de Jonas Sysoevitch, établie par une charte datée du 5 septembre 1689. Il n'en reste qu'une partie du réfectoire. Au XVIIIe siècle, c'est un riche marchand, du nom de Gourev, qui pourvoit aux besoins de l'église. Sa manufacture de soie se trouvait à proximité de l'église, sur le territoire de la paroisse.
En 1745, du côté ouest de l'entrée de l'église de l'Ascension, Gourev fait construire un clocher à étages doté de 5 cloches. En récompense des réalisations de Gourev, la tsarine Catherine II fait ajouter une nouvelle façade à l'église d'hiver chauffée, dont le style est du baroque élisabethain tardif. Une iconostase est ajoutée à l'intérieur, qui sera développée par la suite grâce à la diligence de la fille de Gourev. En 1825, le peintre V. V. Sarafannikov réalise la peinture de l'église.

## Paroisse avant la révolution d'Octobre
Les plans de la tsarine Catherine II prévoyaient la construction d'un grand centre commercial sur le territoire de la paroisse de l'Ascension. Mais ces plans n'ont pas été réalisés. Le centre commercial a été déplacé derrière la caserne proche. L'usine Olovianichnikov a réalisé la fabrication des nouvelles cloches : en 1802 un exemplaire de plus de trois tonnes et en 1848 de plus de six tonnes. Dans l'église, sont vénérées les icônes de la Vierge de Vladimir et de Nicolas le Thaumaturge. La veille de la fête de l'église de l'Ascension (en mai), a lieu chaque année une procession qui part de la cathédrale de la Dormition en portant ces icônes. 
La paroisse de l'église de l'Ascension était célèbre pour sa richesse. Plusieurs croix en argent, des reliquaires, des calices, des patènes du XVIIe siècle y étaient conservées.  

## Derniers siècles
|  | église de la Chandeleur/Strelenskaïa |

Comme les photographies d'époque en témoignent, les églises de l'Ascension-Chandeleur furent durement touchées par les évènements liés à l'Insurrection de Iaroslavl de 1918. Les clochers et les murs sont atteints par des obus, et les cloches d'un poids de plusieurs tonnes  s'effondrent. La communauté finança par la suite la restauration des édifices. 
La paroisse fut dissoute le 19 avril 1929 et le clocher subsistant détruit. Les coupoles des églises ainsi que les tambours et les bulbes en forme de poires sont fortement endommagés. Durant toutes les années 1990 les édifices sont utilisés comme parc pour un club de tramway. Dans l'église de l'Ascension, sans toit, sont stockés des matériaux.
Dans le cadre de la politique de privatisation des terres et des plans pour construire un centre commercial, à l'approche de l'année 2010, pour le millième anniversaire de la fondation de la ville de Iaroslavl, les édifices religieux sont rendus à l'église orthodoxe de Russie, qui commence alors leur restauration. Dans le réfectoire ont été conservées des fresques datant du XVIIIe siècle, qui sont rares pour la ville de Iaroslavl. En mai 2010, l'église de l'Ascension restait la seule partie ancienne sauve dans le cadre des préparatifs du millénaire de la ville. Le dôme a, pour cette occasion, bénéficié d'une restauration. 

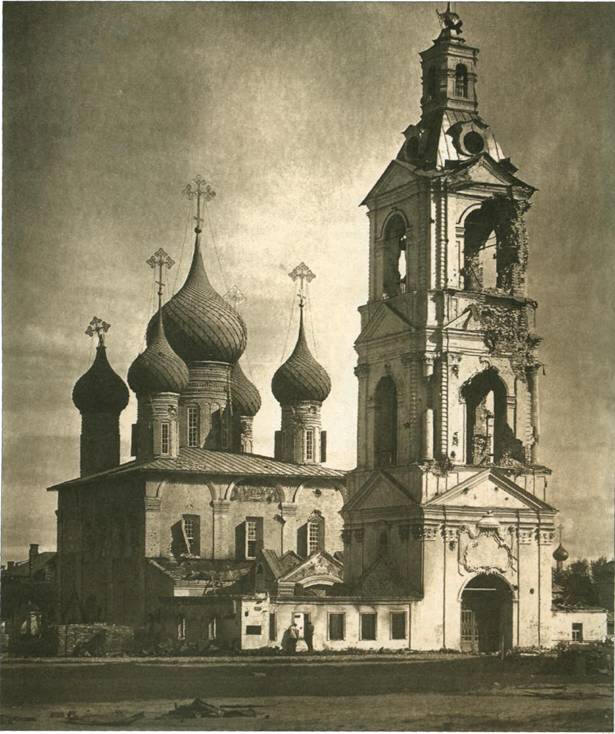
Lors de l'Insurrection de Iaroslavl de 1918 (anti-bolchévique) le clocher est crible de projectiles
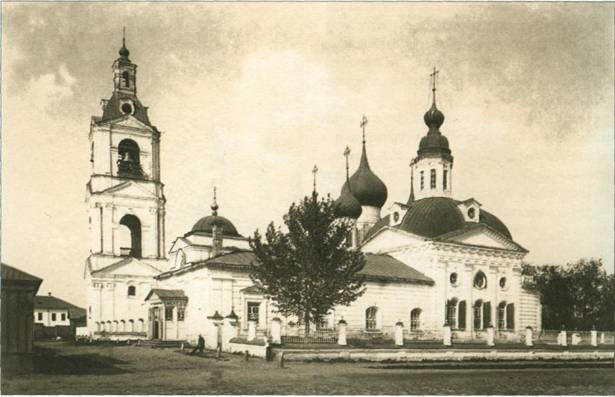
Vue sur la route vers Ouglitch des deux églises avant la révolution d'Octobre

## Sources bibliographiques
- T. A Routman, les églises et sanctuaires de Iaroslavl/(ru)Т. А. Рутман. «Храмы и святыни Ярославля». Ярославль, 2005.

## Liens extérieurs
- (ru) La paroisse de l'Ascension Сайт Вознесенского прихода